# Francesch Balaguer
Francesch Balaguer (Lleida, 1626) va ser organista a la Seu de Lleida almenys entre els anys 1572 i 1600, amb discontinuïtat. El mossèn Balaguer a ser admès amb un salari de 30 lliures i nomenat pel càrrec el 5 d’abril de 1582. Aquell any el 2 de juny va ser autoritzat per ser fora durant sis mesos i a partir del 12 de maig de l’any següent el va substituir T. Pocurull. El 27 de juny el va convocar el Cabildo junt als músics Juan Bautista Comes i un altre amb el cognom Bort per jutjar als aspirants a mestre de capella. Va morir al 1626 i el Cabildo va oferir la seva vacant a Joan Albana.